# Auct.
De term auct. is de afkorting van het Latijnse auctorum en wordt in de zoölogische nomenclatuur gebruikt. De term komt in de plaats van auteur en datum achter de wetenschappelijke naam van een soort. De betekenis is: 'zoals opgevat door de meeste auteurs (en in tegenstelling tot de oorspronkelijke bedoeling)'.
Een voorbeeld om dit te verduidelijken:
De soort die nu bekend is als Corbicula fluminalis  werd voor het eerst beschreven door Otto Frederik Müller. Latere auteurs hebben deze zelfde naam Corbicula fluminalis gebruikt om hun waarnemingen van Corbicula-soorten te publiceren. Inmiddels is duidelijk geworden dat veel van die latere auteurs zich vergist hebben, en dat het daarbij niet gaat om de soort zoals Müller die in 1774 beschreven heeft.
In sommige gevallen is gebleken welke andere soort die latere auteurs bedoeld hebben. In heel veel gevallen is dat echter niet zo. Zo zijn alle vondsten van een fossiele Corbicula uit het Pleistoceen van Europa onder de naam Corbicula fluminalis gepubliceerd. Het betreft met zekerheid een andere soort maar welke is onduidelijk. Het is ook niet uitgesloten dat het om meer dan één soort gaat waaronder mogelijk soorten die nog onbeschreven zijn (dus nog geen eigen naam hebben). Omdat een definitieve oplossing ontbreekt over welke naam gebruikt zou moeten worden, worden alle Europese pleistocene fossielen van deze 'soort', bij gebrek aan beter, als Corbicula fluminalis auct. aangeduid.

## Noot
1. ↑  zij het in een ander geslacht, zodat het geciteerd kan worden als Corbicula fluminalis (O.F.Müller, 1774); hier worden auteur en datum tussen haakjes gezet omdat Müller deze soort niet als een Corbicula beschreven had